# Alpine Skiweltmeisterschaften 1931/Lange Abfahrt Frauen
Bei den 1. Alpinen Skiweltmeisterschaften 1931 in Mürren in der Schweiz wurde ein Wettbewerb in der Spezialabfahrt, damals auch lange Abfahrt genannt, für Frauen ausgetragen. Dieser fand am 21. Februar 1931 auf der Strecke Grütsch-Lauterbrunnen statt. 

## Endergebnis
| Platz | Sportler            | Land                   | Zeit        |
| ----- | ------------------- | ---------------------- | ----------- |
| 1     | Esmé MacKinnon      | Vereinigtes Königreich | 10:04,4 min |
| 2     | Inge Lantschner     | Österreich             | 10:13,8 min |
| 3     | Irma Schmidegg      | Österreich             | 10:19,8 min |
| 4     | Freda Gossage       | Vereinigtes Königreich | 11:01,2 min |
| 5     | Dorothy Crewdson    | Vereinigtes Königreich | 11:07,8 min |
| 6     | Nell Carroll        | Vereinigtes Königreich | 11:16,0 min |
| 7     | Rösli Streiff       | Schweiz                | 11:38,8 min |
| 8     | Mädi Schmidt        | Deutsches Reich        | 12:00,2 min |
| 9     | Audrey Sale-Barker  | Vereinigtes Königreich | 12:33,0 min |
| 10    | Jeanette Kessler    | Vereinigtes Königreich | 13:04,6 min |
| 11    | Emmy Ripper         | Österreich             | 13:22,2 min |
| 12    | Ella Maillart       | Schweiz                | 13:36,8 min |
| 13    | Rösli Rominger      | Schweiz                | 15:28,4 min |
| 14    | Annemarie Kopp      | Deutsches Reich        | 17:16,0 min |
| 15    | Josie de Latour     | Schweiz                | 17:29,2 min |
| 16    | Helene Zingg        | Schweiz                | 20:36,0 min |
| DNF   | Annemarie Honigmann | Deutsches Reich        | -           |

Datum: Samstag, 21. Februar 1931
Strecke:Grütsch-Lauterbrunnen; Höhenunterschied 690 m.
Teilnehmer: 17 gestartet; 16 gewertet; Teilnehmer aus vier Ländern.
Die „lange“ Abfahrt wird von der FIS nicht als offizielle Weltmeisterschaftsdisziplin gerechnet.
Die Britin Esmé MacKinnon musste unterwegs anhalten, um einen Beerdigungszug vorbeizulassen. Ihre bis dahin erzielte Zeit wurde gestoppt. Nach dem Prozessionszug konnte sie weiterfahren. Die beiden Zeiten wurden addiert und obwohl sie durch das Anhalten und Anfahren einige Sekunden verloren hatte, kam sie noch als schnellste ins Ziel. Ein eingebrachter Protest der Österreicher, nach deren Meinung die Wartezeit während des Prozessionszuges mitzurechnen gewesen wäre, wurde im Sinne der Fairness abgelehnt. 